# Dienblad

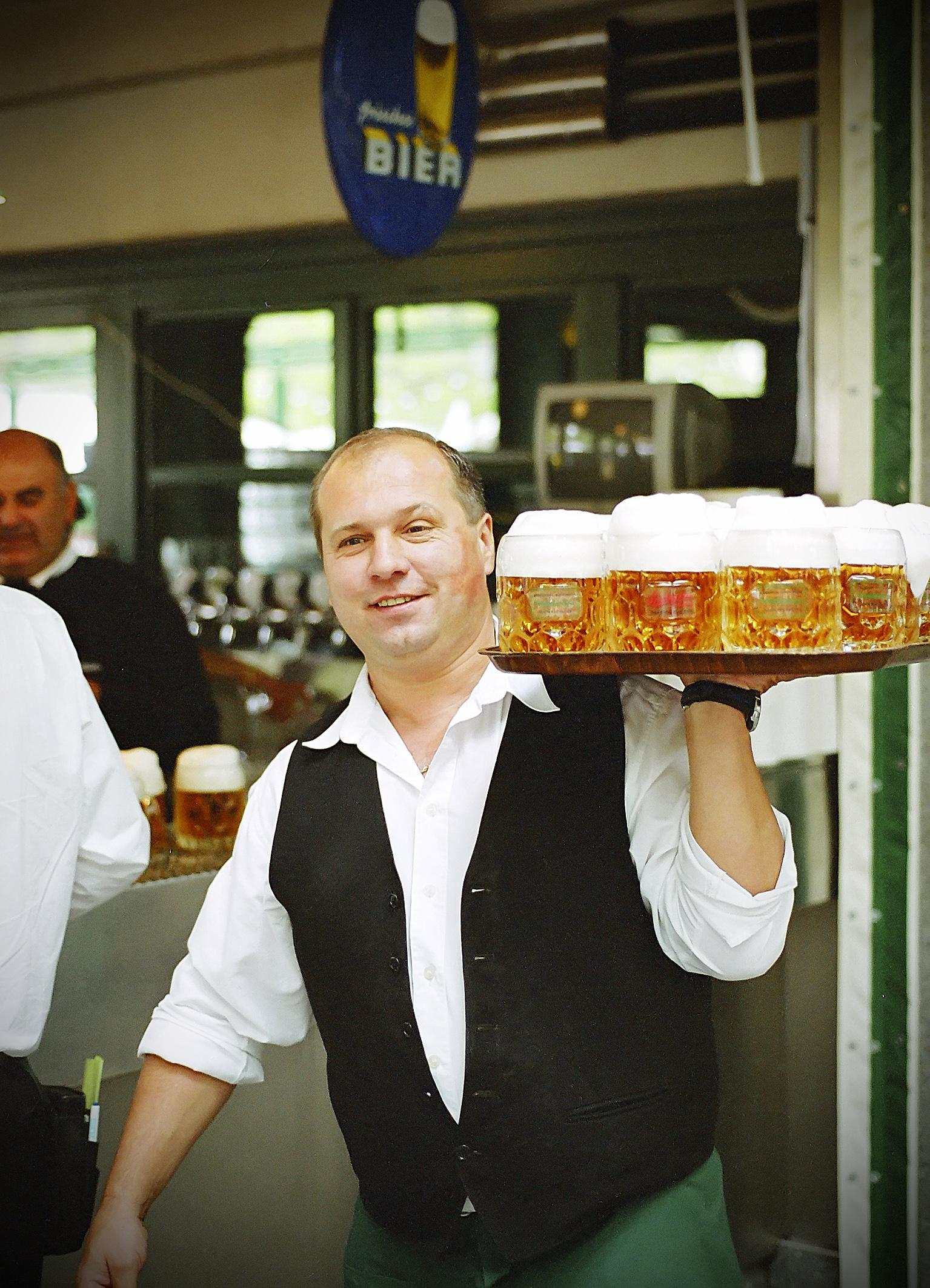
Een dienblad vol bier

Een dienblad of presenteerblad is een hulpmiddel om eet- en drinkgerei op te plaatsen, zodat de gastvrouw, gastheer of ober dit over een korte afstand kan verplaatsen, zoals van de keuken naar de eet- of koffietafel en weer terug.
Volgens de etiquette dient men een dienblad te gebruiken, ook als men maar een of twee kopjes serveert die men gemakkelijk in de hand kan dragen.
Men draagt het dienblad op de linkerhand, zodat men het gerei met de rechterhand op tafel kan zetten.
Dienbladen kunnen versierd zijn en handvatten hebben en zijn bijvoorbeeld gemaakt van hout, metaal, kunststof of bamboe.

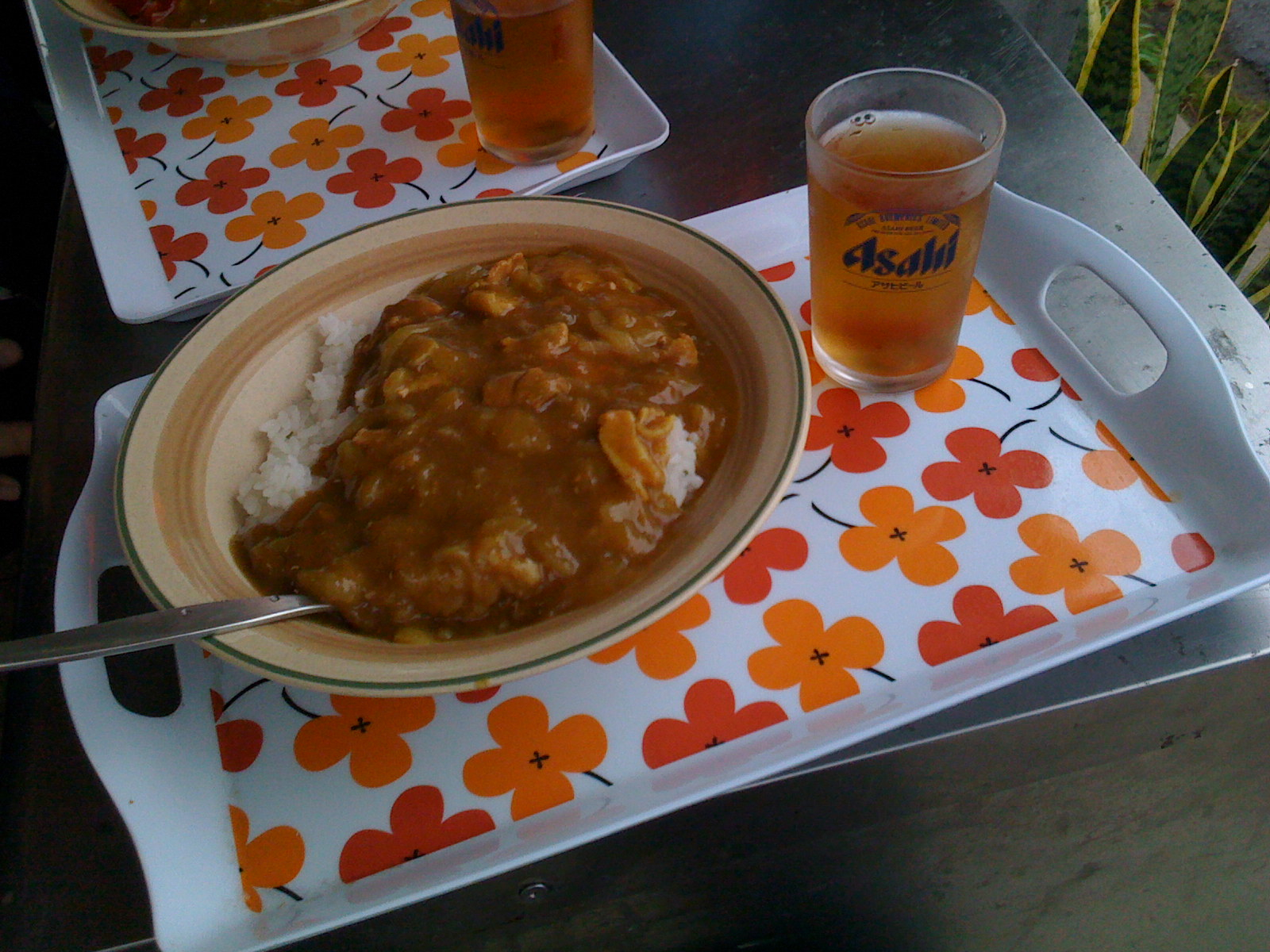
Dienblad met etenswaar
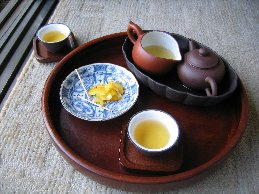
Dienblad met theekopje en toebehoren

## De Timpel fan Ids
De Timpel fan Ids is een landschapskunstwerk, dat door de kunstenaar aangeduid wordt als Het Dienblad, of in het Fries It Presintearblêd. Het presenteert de beschermende zeedijk. 